# Kasuya Takenori
Kasuya Takenori (糟屋武則?   1562-1607) fue un samurái japonés al servicio del clan Toyotomi durante el período Azuchi-Momoyama de la historia de Japón.
Takenori fue el segundo hijo de Kasuya Tadayasu, un sirviente del clan Bessho de la Provincia de Harima. Takenori se convirtió en paje de Toyotomi Hideyoshi debido a las recomendaciones de Kuroda Kanbei y adquirió notoriedad debido a su desempeño militar durante la Batalla de Shizugatake, donde fue reconocido como una de las Siete Lanzas de Shizugatake y por lo que recibió un estipendio de 3,000 koku. Sirvió también durante las campañas de Hideyoshi en Corea, con lo que se le otorgó el castillo Kakogawa en la Provincia de Harima.
Durante la Batalla de Sekigahara, luchó del lado de Ishida Mitsunari y se unió al ataque del castillo Fushimi. Después de esta batalla se le confiscaron sus posesiones aunque se le permitió un estipendio de 500 koku, durante el shogunato Tokugawa se le dio el estatus de hatamoto.
Al día de hoy, el yari de Takenori es exhibido en el Museo de la Ciudad de Nagahama, que se encuentra en el castillo Nagahama.